# كاري آن إينابا
كاري آن إينابا (بالإنجليزية: Carrie Ann Inaba)‏ هي مصممة رقص ومغنية وممثلة أمريكية، ولدت في 5 يناير 1968 في هونولولو في الولايات المتحدة.

## أعمال

### أفلام
- (2002) أوستن باورز في غولدميمبر[5]

## وصلات خارجية
- الموقع الرسمي
- كاري آن إينابا على موقع IMDb (الإنجليزية)
- كاري آن إينابا على موقع ميوزك برينز (الإنجليزية)
- كاري آن إينابا على موقع أول موفي (الإنجليزية)
- كاري آن إينابا على موقع قاعدة بيانات برودواي على الإنترنت (الإنجليزية)
- كاري آن إينابا على موقع قاعدة بيانات الأفلام السويدية (السويدية)
- كاري آن إينابا على موقع إن إن دي بي (الإنجليزية)
- كاري آن إينابا على موقع ديسكوغز (الإنجليزية)
- كاري آن إينابا على موقع قاعدة بيانات الفيلم (الإنجليزية)
- كاري آن إينابا على موقع كينوبويسك (الروسية)